# デキサメタゾン

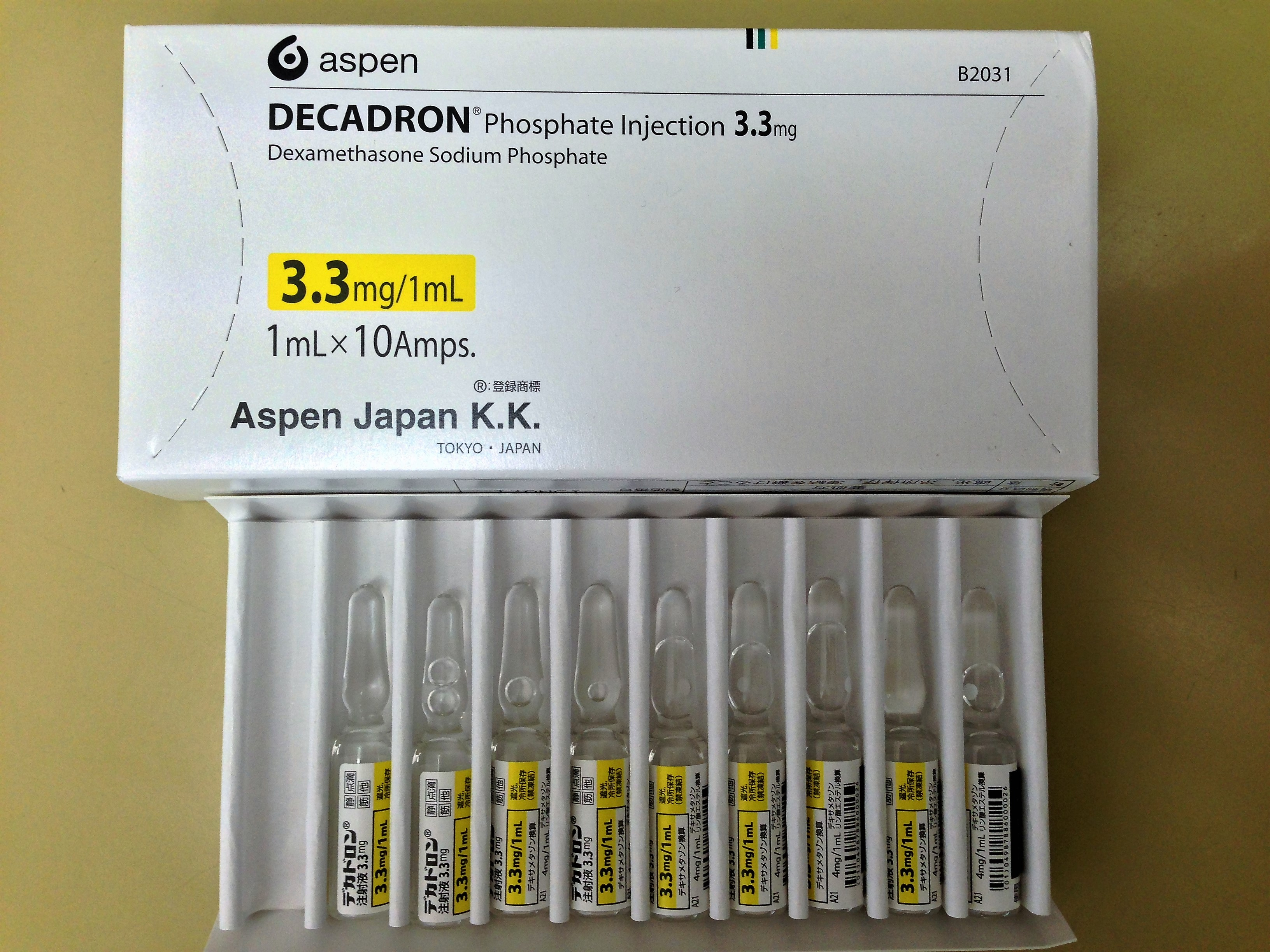
デカドロン注射液（デキサメタゾン）

デキサメタゾン（英: Dexamethasone）は、ステロイド系抗炎症薬 (SAID) の一つである。炎症の原因に関係なく炎症反応・免疫反応を強力に抑制する。急性炎症、慢性炎症、自己免疫疾患、アレルギー性疾患などの際に使用される。内服薬の商品名デカドロン。ステロイド外用薬として使われ、日本での格付けで5段階中2-3のストロングとミディアムの医薬品がある。デキサメタゾンは1957年に発見された。WHO必須医薬品モデル・リストに収載されている。

## 形態
先発品はデキサメタゾン（錠剤、エリキシル）またはそのリン酸エステルナトリウム塩（注射液。ネブライザーでも用いる）であるが、後発品にはメタスルホ安息香酸エステルナトリウム塩、シペシル酸エステル、吉草酸エステル、プロピオン酸エステル、パルミチン酸エステルといったバリエーションがあり、剤形も軟膏、クリーム、ローション、カプセル、口腔用軟膏、眼軟膏、点眼液、点鼻液、点耳液と多様である。
ステロイド外用薬では、日本での格付けで5段階中3のストロングでは、プロピオン酸デキサメタゾン（商品名メサデルム）や吉草酸デキサメタゾン（ボアラ、ザルックス）。2のミディアムでは、デキサメタゾン（グリメサゾン、オイラゾン）。

### 歴史
錠剤
日本では1959年7月、デカドロン錠（0.5 mg）の販売を開始し、2008年3月7日、医療事故防止対策に基づき「デカドロン錠」から「デカドロン錠0.5mg」に販売名変更の承認を得た。DECA（デカ）は「10」の意味を持つ接頭語であり、プレドニゾロンの約10倍の効力を有し、また、コルチゾンの10年後に開発されたという意味が込められた。2005年5月、抗悪性腫瘍剤投与に伴う消化器症状（悪心・嘔吐）の効能が追加となった。
2010年11月、萬有製薬株式会社から日医工株式会社に製造販売承認が承継された。2010年7月、多発性骨髄腫の治療薬として、セルジーン株式会社から「レナデックス錠4mg」が発売された。多発性骨髄腫の治療薬であるレナリドミド（Lenalidomide）に併用するデキサメタゾン
に由来する。2014年6月20日、日医工は「デカドロン錠4mg」の販売を開始した。
エリキシル剤
1961年4月、デキサメタゾンにグリセリンやエタノールなどを添加したエリキシル剤が、「デカドロンエリキシル」として販売を開始し、2008年6月20日、「デカドロンエリキシル0.01%」に名称変更され、錠剤と同様、日医工に承継された。
注射剤
1961年（昭和36年）1月25日、デキサメタゾンリン酸エステルナトリウムの「デカドロン注射液」が承認を得て発売に至った。2009年9月に販売名を「デカドロン注射液」から「デカドロン注射液1.65mg・3.3mg・6.6mg」に変更し、2015年6月より、アスペンジャパン株式会社が承継、販売移管を受けた。
外用剤
1987年5月、デキサメタゾンプロピオン酸エステル外用剤(メサデルムクリーム・軟膏)（0.1 %)が、1994年7月、同ローション剤が、大鵬薬品工業から販売開始された。後発医薬品が多数販売されている。

## 効能・効果
リウマチ、多くの皮膚疾患、重症アレルギー、気管支喘息、慢性閉塞性肺疾患、クループ、脳浮腫などである。結核などで抗生物質と併用される。急性副腎不全では、より強力な鉱質コルチコイドであるフルドロコルチゾンなどと併用される。早期陣痛に対して、確実な挙児のために用いられる。また、内服や静脈内注射で抗がん剤投与時に伴う遅発性嘔吐の抑制に対しても利用される。
各種の内分泌疾患、リウマチ性疾患、結合織炎および関節炎、膠原病、腎疾患、心疾患、アレルギー性疾患、血液疾患、消化器疾患、肝疾患、肺疾患、重症感染症、結核性疾患、神経疾患、悪性腫瘍、抗悪性腫瘍剤投与に伴う消化器症状、外科疾患、整形外科疾患、産婦人科疾患、泌尿器科疾患、皮膚科疾患、眼科疾患、耳鼻咽喉科疾患、歯科・口腔外科疾患に適応がある。
注：（斜体 は錠剤のみ、下線は注射剤のみ）
デキサメタゾンの効果は多くの場合1日以内に見られ、3日程度継続する。

### 抗炎症作用
デキサメタゾンは上記の様に多くの炎症や関節リウマチなどの自己免疫疾患、気管支痙攣の治療に用いられる。特発性血小板減少性紫斑病は病的免疫による血小板数の減少であるが、40mg/日×4日間の投与を14日周期で繰り返す事で治療できる。この場合、他の糖質コルチコイドと比較してのデキサメタゾンの優越性は明らかではない。
親知らずの抜歯等の歯科手術の前後に、頬の腫れを抑えるために少量使用される。
足底筋膜炎の治療薬として踵に注射される。しばしばトリアムシノロンアセトニドと併用される。
アナフィラキシーの治療には高用量が用いられる。
眼科手術後等に用いられる点眼薬や、点鼻薬、点耳薬（抗生物質や抗真菌薬と併用）がある。米国では糖尿病網膜症、網膜中心静脈閉塞症、葡萄膜炎の治療薬としてデキサメタゾンの硝子体内留置薬が承認されている。
デキサメタゾンは経静脈的植込式心臓ペースメーカー設置後の心筋の炎症反応を最小限にするために用いられる。ペースメーカー設置後直ぐに心筋内にステロイドを曝露すると、炎症を抑制して急性のペーシング閾値の変動を最小化する。この時の投与量は、通常1.0mg未満である。
細菌性髄膜炎の症例に対しても、抗生物質投与前にデキサメタゾンが使用される。この場合は、抗生物質で死滅した細菌（炎症誘発物質を放出して患者に害を与える）に対する免疫反応を低減させ、予後良好にする。

### 癌化学療法
化学療法を受けている悪性腫瘍患者に対して、抗がん剤の副作用治療・予防を目的としてデキサメタゾンが投与される。デキサメタゾンはオンダンセトロン等の5-HT3受容体拮抗薬の制吐作用を増強する。
脳腫瘍に対しては、原発性、転移性を問わず、浮腫治療のためにデキサメタゾンを使用し、脳の他の部位への圧迫を取り除く。腫瘍が脊髄を圧迫している場合にも使用される。
デキサメタゾンは一部の悪性血液疾患、特に多発性骨髄腫の治療薬として単剤または多剤併用療法（サリドマイド、レナリドミド、ボルテゾミブなど）の一部として用いられる他、ドキソルビシン、ビンクリスチン、ボルテゾミブ、レナリドミドとも併用される。

### 内分泌異常治療
デキサメタゾンは非常に稀な疾患であるグルココルチコイド耐性の治療にも使用される。
急性副腎不全やアジソン病の場合、プレドニゾンやメチルプレドニゾロンで効果が不十分な時にデキサメタゾンが使用される。
思春期後期から成人の先天性副腎過形成症に対してACTH産生を抑制するために用いられる。この場合は通常夜間に投与する。

### 妊産婦
デキサメタゾンは未熟児出産のリスクのある妊婦に対して胎児の肺の発達を促すために投与される。これにより児の低体重が増加するが、新生児死亡率は増加しない。
デキサメタゾンの適応外使用として、胎女児の先天性副腎過形成症（CAH）症状の治療への使用がある。CAHは身体の様々な異常の原因となるが、特に注目すべきものは女児の半陰陽である。出生前に早期からCAHを治療する事で一部のCAH症状を軽減できるが、根本的な先天性異常は治療できない。
出生前にデキサメタゾンを投与された小児の言語記憶への長期的影響が小規模臨床試験で見出されたが、患者数が少ないので信頼性の高い結果だとは見做されない。出生前のデキサメタゾン投与はCAHの臨床的診断に先立って実施されるので、しばしばインフォームド・コンセントを巡る論争のテーマとされて来ている。

### 高山病
デキサメタゾンは高地脳浮腫（HACE）や高地肺水腫（HAPE）の治療に用いられる。登山する旅行者の高山病治療に広く使用される。

### 薬物相乗作用
デキサメタゾンをオンダンセトロンに併用すると、オンダンセトロン単剤で用いた場合よりも術後悪心・嘔吐の予防効果が高い。

### 新型コロナウイルス感染症
オックスフォード大学の行った臨床試験では、デキサメタゾンを新型コロナウイルス感染症（2019年確認）の複数の患者に投与した結果、気管挿管や気管切開を伴う人工呼吸器をつけた患者でおよそ35％、マスクをつけて酸素を供給した患者でおよそ20％、死亡率が下がった。この結果を受け、イギリス政府はデキサメタゾンを同感染症の治療薬として緊急承認した。日本でも2020年7月21日に、レムデシビルに続く2つ目の効果が検証され国内で使用が認められた治療薬となった。

## 禁忌
注射剤は感染症のある関節腔内、滑液嚢内、腱鞘内または腱周囲、ならびに動揺関節の関節腔内への投与は禁忌とされている。
米国や豪州の添付文書に記載されている禁忌は、
- 未治療の感染
- デキサメタゾンへの過敏症
- 脳マラリア
- 全身性真菌感染症
- 生ワクチンを使用中の患者（天然痘を含む）

である。

## 副作用
副作用として副腎皮質機能不全、クッシング症候群などがある。長期使用時にはカンジダ症、骨量減少、白内障、皮下出血、筋力低下が発生する。米国の胎児危険度分類はCであるが、豪州ではA（妊婦に多用され児に問題を生じない）である。授乳中には服用すべきでない。
重大な副作用として、ショック、アナフィラキシー、誘発感染症、感染症増悪、続発性副腎皮質機能不全、糖尿病、消化性潰瘍、消化管穿孔、膵炎、精神変調、うつ状態、痙攣、骨粗鬆症、大腿骨および上腕骨等の骨頭無菌性壊死、ミオパシー、脊椎圧迫骨折、長骨の病的骨折、緑内障、後嚢白内障、血栓塞栓症、喘息発作があるが、頻度は不明である。（下線は注射剤のみ）
デキサメタゾンの副作用の正確な発現率は判っていない。添付文書に記載されている副作用は、重大なものも含めて全て“頻度不明”である。類縁の糖質コルチコイドから推定された発現率が文書に記載されている。
一般的な副作用：
- にきび
- 不眠症
- 眩暈
- 食欲亢進
- 体重増加
- 皮膚の治癒障害
- 抑うつ状態
- 高揚感
- 高血圧
- 感染症のリスク増加
- 眼圧上昇
- 嘔吐
- 消化不良
- 混乱
- 健忘
- 刺激過敏
- 嘔気
- 倦怠感
- 頭痛
- 白内障（長期投与時の発現率は約10%）

頻度不明の副作用：
- 乳頭浮腫（英語版）
- 副腎抑制
- 発育停止（小児）
- クッシング症候群
- 消化性潰瘍
- 骨粗鬆症
- ミオパチー
- 2型糖尿病
- 高血糖症
- 膵炎
- ナトリウム・水分貯留
- 躁病
- 精神病
- 緑内障
- 心筋症
- 腹部膨満（英語版）
- 角膜・強膜の菲薄化
- カンジダ症
- 皮膚萎縮
- 痣
- 毛細血管拡張（英語版）
- 線状皮膚萎縮症
- 白血球増多
- 血栓塞栓症
- 心理的依存
- 椎骨崩壊
- 食道潰瘍
- 痙攣
- 高トリグリセリド血症
- 頭蓋内高血圧（長期治療時）
- 顔面潮紅（英語版）
- 低カリウム血症
- 低カルシウム血症
- 筋萎縮
- 蛋白質異化による窒素枯渇
- アナフィラキシー等のアレルギー反応

外用薬では吸収率の高い部位、頬、頭、首、陰部では長期連用しないよう注意し、顔へのストロングのステロイドの使用は推奨されずミディアム以下が推奨される。病変の悪化あるいは変化なしでは中止する必要がある。

### 離脱症状
長期服用後に突然中止すると、下記の症状が発生し得る。
- 副腎不全
- 低血圧
- 発熱
- 筋肉痛
- 関節痛
- 鼻炎
- 結膜炎
- 疼痛・瘙痒を伴う皮膚結節
- 体重減少
- 脂肪

外用薬について全米皮膚炎学会によれば、ステロイド外用薬離脱の危険性を医師と患者は知っておくべきで、効力に関わらず2-4週間以上は使用すべきではない。

### 相互作用
相互作用する薬物として、下記のものが知られている。
- 肝ミクロソーム酵素誘導薬（バルビツール酸系薬物、フェニトイン、リファンピシン等）を併用すると、デキサメタゾンの半減期が短縮する。
- 経口避妊薬を併用していると、その分布容積が増加する。

## 医学領域以外での使用
デキサメタゾンは、バングラデシュの売春宿で、所定の年齢に達していない少女の体重を増加させて、合法であると見せ掛けるために使われる。
デキサメタゾンは、いくつかのスポーツでドーピングに指定されている。2014年11月、世界ナンバーワンのバドミントン選手リー・チョンウェイは、デキサメタゾンの陽性反応が出たために、世界バドミントン連盟から出場停止処分を受けたが、彼自身は薬物の使用を否定している。
日本では、2023年、国民生活センターによる調査で、健康茶の内容物からデシサメタゾンが検出。健康に影響を及ぼす可能性があるとして問題となった。

## 獣医学領域での使用
マルボフロキサシンおよびクロトリマゾールと組み合わせる事で、デキサメタゾンはイヌ等の難治性耳感染症の治療に用いられる。トリクロルメチアジドとの組み合わせは、ウマでの痣および遠位四肢腫張の治療に用いられる。